# Idioma luimbi
El luimbi (o Chiluimbi, Luimbe, Lwimbe, Lwimbi) es una lengua bantú central que se habla en el norte de la provincia de Bié , en Angola, en la zona del río Cuanza.

## Familia lingüística
Forma parte de las lenguas chokwe-luchazis que son lenguas bantúes del grupo K, junto con el chokwe , luvale , mbunda , nyengo , el mbwela , el nyemba, el nkangala , el yauma y el luchazi . Todas ellas son lenguas bantúes centrales.
Está relacionado con el nkangala y con el mbwela . Es una de las lenguas que se utilizaron para crear el nganguela , que es considerada lengua nacional de Angola.

## Uso
El luimbi es una lengua que goza de un uso vigoroso (EGIDS 6a). Es utilizado por personas de todas las generaciones, pero no tiene forma estándar. tiene la Biblia traducida al luimbi. Se escribe con el alfabeto latino.